# Prefeitura de Montreal

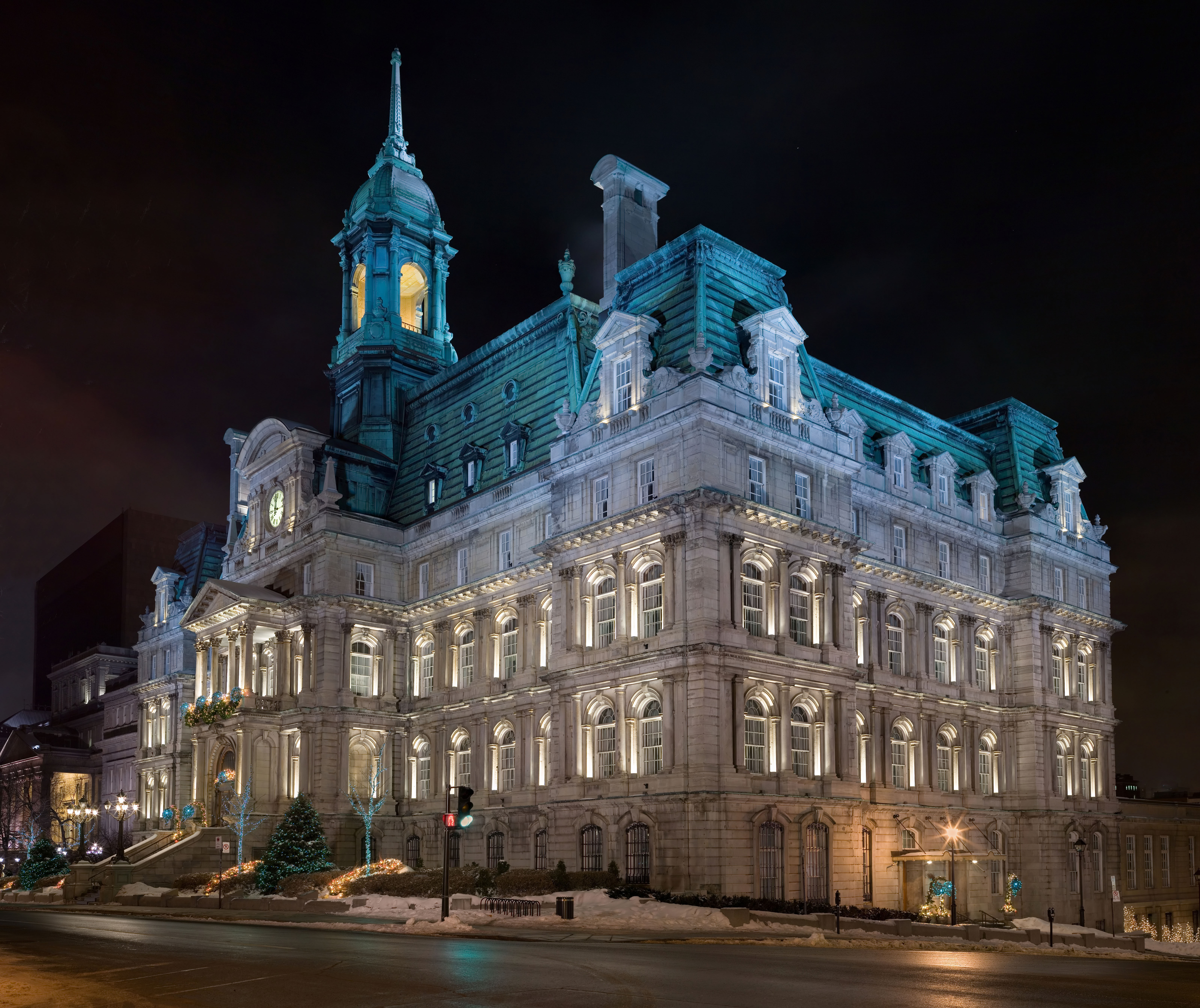
Prefeitura de Montreal

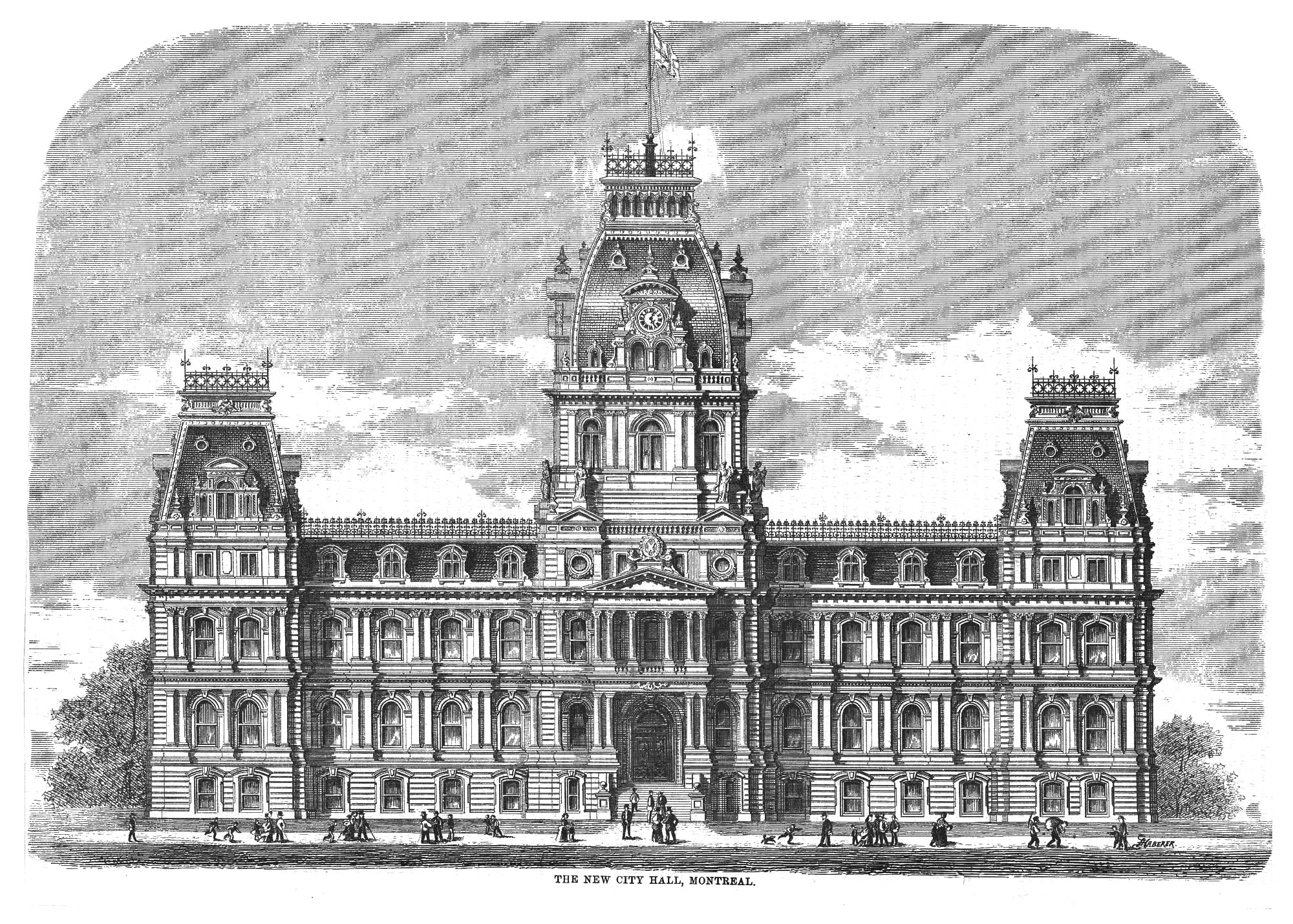
Prédio da prefeitura tal como inicialmente construído antes do incêndio de 1922.

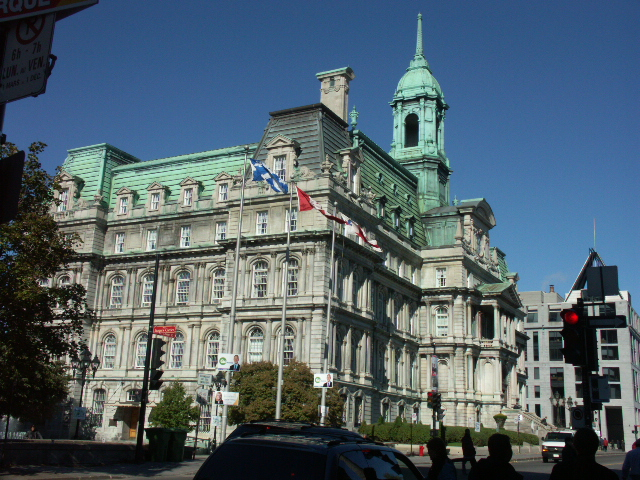
Prefeitura de Montreal em 2005

O hôtel de ville de Montreal ou prefeitura de Montreal é obra dos arquitetos Henri-Maurice Perrault e Alexander Cowper Hutchison e foi construído entre 1872 e 1878. Seu estilo arquitetônico é o Estilo Segundo Império ou Napoleão III. Henri-Maurice Perrault foi também autor do vizinho palácio de justiça.
O prédio localiza-se no centro da Vieux-Montréal, em frente à praça Jaccques-Cartier. Seu endereço é o número 275 da rua Notre-Dame Leste. É acessível pela estação Champ-de-Mars de metrô. É a sede do conselho municipal de Montreal.

## História
Construída entre 1872 e 1878, sofreu um incêndio em 1922, tendo sido restaurado tendo como modelo a prefeitura da cidade francesa de Tours.
É de sua sacada que em 1967 o general de Gaulle, então presidente da França disse a célebre frase "Viva o Quebec livre!", ao final de seu discurso.
A prefeitura de Montreal é reconhecida como patrimônio histórico nacional do Canadá em 1984.